# Acrolophus tretus
Acrolophus tretus är en fjärilsart som beskrevs av William James Kaye 1925. Acrolophus tretus ingår i släktet Acrolophus och familjen Acrolophidae. Inga underarter finns listade i Catalogue of Life.